# Gasoducto Transcaribeño
El Gasoducto Transcaribeño Antonio Ricaurte fue un proyecto que la idea nació en 2002 en la ciudad de Santa Marta en una reunión entre los presidentes Álvaro Uribe y Hugo Chávez, fue propuesta en la agenda de integración entre ambos países, La obra se inició el día 8 de julio de 2006 e inaugurado en octubre de 2007 por los presidentes Hugo Chávez de Venezuela, Álvaro Uribe Vélez de Colombia y Martín Torrijos de Panamá. Su construcción tomó un año y tres meses con un costo de 335 millones de dólares.
La tubería de 64 cm de diámetro (25 pulgadas) tiene una extensión de 225 kilómetros entre Punta Ballenas, en la Guajira colombiana y la costa oriental del lago de Maracaibo, en Venezuela,  de los cuales 88.5 kilómetros se encuentran en el territorio colombiano. Inicialmente transportaría diariamente hasta 150 millones de pies cúbicos de gas hacia Venezuela para luego invertir el flujo, en el año 2012, transportando el gas desde Venezuela hacia Colombia.
El gasoducto es propiedad de la empresa petrolera estatal Petróleos de Venezuela de Venezuela.

## Historia
PRIMERA FASE: la primera fase del contrato de suministro de gas natural entre Petróleos de Venezuela y Ecopetrol de Colombia comenzó en el año 2007 en la que Colombia suministró gas a Venezuela con el objetivo de cubrir el déficit doméstico en la región occidental mientras se desarrollaban los proyectos offshore en las costas del Estado Falcón. Esta fase de suministro se prolongó hasta el año 2015 y quedó suspendido hasta el momento (jun 2022).
SEGUNDA FASE: estaba planificada para iniciar el 1 de enero de 2016 con la reversión del flujo de gas desde Venezuela hacia Colombia, sin embargo la estatal venezolana pospuso por dos años la venta de gas. En el año 2017 se iniciaron nuevamente las mesas de negociación entre las dos empresas para definir aspectos técnicos del flujo de gas, así como el precio de venta. Estos eventos coincidieron la promulgación de las primeras sanciones impuestas por el presidente de los Estados Unidos de América, Donald Trump, al gobierno de Venezuela y a la estatal petrolera PDVSA, en agosto de 2017. Esto, sumado al deterioro de las relaciones diplomáticas entre Colombia y Venezuela, impide la operación de la empresa petrolera venezolana en territorio colombiano por lo que sus operaciones se encuentran suspendidas hasta la actualidad.
En noviembre de 2022 después que el presidente colombiano Gustavo Petro y el mandatario venezolano Nicolás Maduro se reunieron en Caracas, acordaron para que Venezuela exportara gas a Colombia, a través de la empresa comercial venezolano Prodata Energy y  Energy Transitions SAS ESP, distribuidor colombiano quienes tendrán que reparar y retomar el uso del Gasoducto Antonio Ricauter que desde 2015 se encuentra inactivo; la empresa venezolana exportará 25 millones de pies cúbicos por día (Mpcd) en un contrato por 30 años.